# Хасан Шаш
Хасан Шаш (тур. Hasan Şaş, нар. 1 серпня 1976, Караташ) — колишній турецький футболіст, фланговий півзахисник.
Насамперед відомий виступами за «Галатасарай», а також національну збірну Туреччини.

## Клубна кар'єра
У дорослому футболі дебютував 1993 року виступами за команду клубу «Адана Демірспор», в якій провів два сезони, взявши участь лише у 4 матчах чемпіонату.
Своєю грою за цю команду привернув увагу представників тренерського штабу клубу «Анкарагюджю», до складу якого приєднався влітку 1995 року. Відіграв за команду з Анкари наступні три сезони своєї ігрової кар'єри. Більшість часу, проведеного у складі «Анкарагюджю», був основним гравцем команди.
Влітку 1998 року за 4,4 млн доларів перейшов до клубу «Галатасарай», але майже відразу ж після прибуття, він був відсторонений від футболу на шість місяців після того, як допінг-тестування дало позитивний результат на заборонену речовину фенілпропаноламін. Проте, після завершення дискваліфікації Хасан швидко здобув місце в основі клубу, за який відіграв 11 сезонів. За цей час чотири рази виборював титул чемпіона Туреччини, ставав володарем Кубка Туреччини, володарем Кубка та Суперкубка УЄФА. Завершив професійну кар'єру футболіста виступами за «Галатасарай» у 2009 році

## Виступи за збірну
22 квітня 1998 року дебютував в офіційних матчах у складі національної збірної Туреччини в грі проти збірної Росії.
У складі збірної був учасником чемпіонату світу 2002 року в Японії і Південній Кореї, на якому команда здобула бронзові нагороди.
Всього протягом кар'єри у національній команді, яка тривала 9 років, провів у формі головної команди країни 40 матчів, забивши 2 голи, причому обидва на чемпіонаті світу.

## Статистика

### Клуб
| Клуб              | Сезон   | Ліга | Ліга  | Кубок | Кубок | Кубок ліги | Кубок ліги | Єврокубки | Єврокубки | Всього | Всього |
| Клуб              | Сезон   | Ігор | Голів | Ігор  | Голів | Ігор       | Голів      | Ігор      | Голів     | Ігор   | Голів  |
| ----------------- | ------- | ---- | ----- | ----- | ----- | ---------- | ---------- | --------- | --------- | ------ | ------ |
| «Адана Демірспор» | 1994–95 | 3    | 0     | -     | -     | -          | -          | -         | -         | 3      | 0      |
| «Адана Демірспор» | Всього  | 3    | 0     | 0     | 0     | 0          | 0          | 0         | 0         | 3      | 0      |
| «Анкарагюджю»     | 1995–96 | 19   | 1     | -     | -     | -          | -          | -         | -         | 19     | 1      |
| «Анкарагюджю»     | 1996–97 | 29   | 6     | -     | -     | -          | -          | -         | -         | 29     | 6      |
| «Анкарагюджю»     | 1997–98 | 32   | 2     | -     | -     | -          | -          | -         | -         | 32     | 2      |
| «Анкарагюджю»     | Всього  | 80   | 9     | 0     | 0     | 0          | 0          | 0         | 0         | 80     | 9      |
| «Галатасарай»     | 1998–99 | 24   | 4     | -     | -     | -          | -          | 6         | 0         | 30     | 4      |
| «Галатасарай»     | 1999–00 | 25   | 3     | -     | -     | -          | -          | 4         | 0         | 29     | 3      |
| «Галатасарай»     | 2000–01 | 30   | 6     | -     | -     | -          | -          | 12        | 2         | 42     | 8      |
| «Галатасарай»     | 2001–02 | 27   | 2     | -     | -     | -          | -          | 11        | 0         | 38     | 2      |
| «Галатасарай»     | 2002–03 | 20   | 1     | 1     | 0     | -          | -          | 5         | 1         | 26     | 2      |
| «Галатасарай»     | 2003–04 | 22   | 2     | 1     | 0     | -          | -          | 7         | 0         | 30     | 2      |
| «Галатасарай»     | 2004–05 | 22   | 4     | -     | -     | -          | -          | -         | -         | 22     | 4      |
| «Галатасарай»     | 2005–06 | 26   | 2     | 4     | 0     | -          | -          | 2         | 0         | 32     | 2      |
| «Галатасарай»     | 2006–07 | 20   | 2     | 3     | 0     | -          | -          | 4         | 0         | 27     | 2      |
| «Галатасарай»     | 2007–08 | 10   | 1     | 4     | 0     | 1          | 0          | 4         | 0         | 19     | 1      |
| «Галатасарай»     | 2008–09 | 8    | 0     | 0     | 0     | -          | -          | 4         | 0         | 12     | 0      |
| «Галатасарай»     | Всього  | 234  | 27    | 13    | 0     | 1          | 0          | 59        | 3         | 307    | 30     |
| Загалом           | Загалом | 317  | 36    | 13    | 0     | 1          | 0          | 59        | 3         | 390    | 39     |

### Збірна
| Збірна Туреччини | Збірна Туреччини | Збірна Туреччини |
| Роки             | Ігри             | Голи             |
| ---------------- | ---------------- | ---------------- |
| 1998             | 2                | 0                |
| 1999             | 0                | 0                |
| 2000             | 2                | 0                |
| 2001             | 9                | 0                |
| 2002             | 10               | 2                |
| 2003             | 6                | 0                |
| 2004             | 7                | 0                |
| 2005             | 3                | 0                |
| 2006             | 1                | 0                |
| Всього           | 40               | 2                |

### Міжнародні голи
| #  | Дата           | Місце                  | Суперник | Гол | Рахунок | Турнір  |
| -- | -------------- | ---------------------- | -------- | --- | ------- | ------- |
| 1. | 3 червня 2002  | Ульсан, Південна Корея | Бразилія | 0–1 | 2-1     | ЧС-2002 |
| 2. | 13 червня 2002 | Сеул, Південна Корея   | КНР      | 1–0 | 3–0     | ЧС-2002 |

## Титули і досягнення
- Чемпіон Туреччини (6):

«Галатасарай»: 1997-98, 1998-99, 1999-00, 2001-02, 2005-06, 2007-08
- Володар Кубка Туреччини (3):

«Галатасарай»: 1998-99, 1999-00, 2004-05
- Володар Суперкубка Туреччини (3):

«Галатасарай»: 2008
- Володар Кубка УЄФА (1):

«Галатасарай»: 1999-00
- Володар Суперкубка УЄФА (1):

«Галатасарай»: 2000
- Бронзовий призер чемпіонату світу: 2002